# Isaiah Mustafa
Isaiah Amir Mustafa (Portland, Oregon, 1974. február 11.–) amerikai színész. Leginkább az Old Spice-reklámok főszereplőjeként ismert. További ismert szerepei Luke Garroway a Shadowhunters című sorozatból, illetve a felnőtt Mike Hanlon az Az – Második fejezet című filmből.

## Fiatalkora és tanulmányai
Portlandben született Shahidah Mustafa-Davis és John Wali Mustafa gyermekeként. Hét gyerek közül ő volt a legfiatalabb. Mikor Mustafa öt éves volt, a család Portlandből Mission Viejóba (Kalifornia) költözött, apja pedig limuzinszolgálatot nyitott Laguna Hillsben. Pár évvel később Mustafa apja autóbaleset következtében elhunyt.
A Santa Clara High School, majd a Santa Monica College tanulója volt, ezután a Moorpark College-ben folytatta tanulmányait. Az Arizonai Állami Egyetemen történelmet tanult, 1995-ben érettségizett.

## Pályafutása

### Football

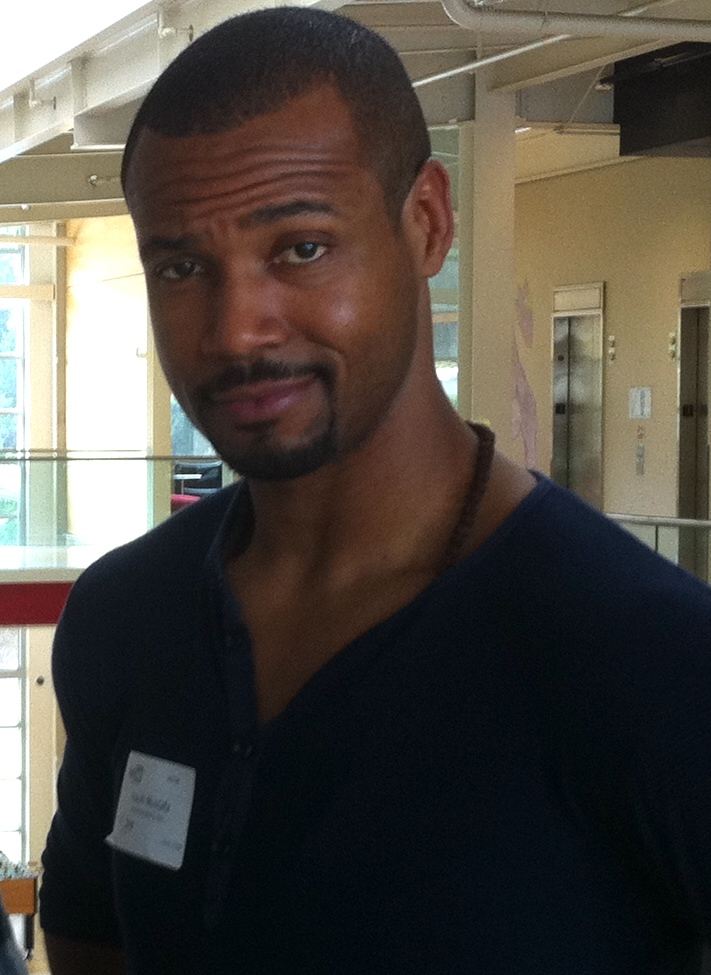
2010 augusztusában

Mustafa kosárlabdázott és futott a kaliforniai Oxnardban található Santa Clara High Schoolban. A középiskolában ugyan nem focizott, de a Moorpark College futballcsapatában próbálkozott egy sportösztöndíj elnyerésének reményében.
Miután 1995-ben átigazolt az Arizonai Állami Egyetemre, Mustafa az Arizona State Sun Devils kezdő elkapója lett, de volt egy meg nem nevezett „összetűzése” az egyik edzővel, és a végzős évében kispadra ültették. Az 1997-es Rose Bowl során játszott az akkor még veretlen Sun Devils (barátja, Jake Plummer vezetésével) és az Ohio State Buckeyes ellen.
Bár arra számított, hogy érettségi után középiskolai tanár lesz, de egy sportügynök azt javasolta neki, próbálja ki magát az NFL-csapatoknál. A Tennessee Oilers a gyakorlócsapatba szerződtette, majd 1998-ban az NFL Europe Barcelona Dragonshoz igazolt. Az Oakland Raiders és a Cleveland Browns edzőtáborában töltött 1999-es szezon után Mustafa 2000-ben a Seattle Seahawks edzőtáborában vett részt.

### Old Spice
2010 februárjában váratlanul hírnevet szerzett az Old Spice „The Man Your Man Could Smell Like” népszerű reklámkampányának főszereplésével, amelyben monológjait adta elő. Első reklámfilmjét a sorozatban Tom Kuntz rendezte. Ezt követően egy háromnapos munkamenet során humoros, személyre szabott YouTube-videók sorozatát készítették el, amelyben Mustafa az eredeti Old Spice-reklámból ismert karaktert alakította. Ezek a nyilvánosság tagjainak és hírességeknek szóltak, akik kérdéseket tettek fel neki olyan weboldalakon, mint a Reddit, a Facebook és a Twitter.
2011. július 26-án az Old Spice új kampányt indított a YouTube-on, amely Mustafa és Fabio közötti kihívást tartalmazza Mano a Mano in el Baño címmel. Mustafa azt mondta, nem aggódik, annak ellenére, hogy Fabio „a szexszimbólum megtestesítője, mint reklámarc”. Végül Mustafa lett a győztes. Az Old Spice számára egy 2014 januárjában megjelent reklámsorozattal folytatta a munkát. A kampányban több, férfiaknak szánt, hamis termékeket áruló weboldal szerepelt, amelyeket Mustafa azzal szakított meg, hogy azt javasolta, a férfiak inkább Old Spice-t vásároljanak. 2015 augusztusában Mustafa ismét feltűnt az Old Spice reklámjában, ezúttal Terry Crews mellett.

## Magánélete
Egy lánya van, Haley Mustafa. Korában Catherine Joy Perry (ismertebb nevén Lana) pankrátorral járt. 2018. május 26-án feleségül vette barátnőjét, Lisa Mitchell-t.
A Los Angeles-i Melrose Avenue-n volt egy étterme, a Jo Jo's Barbecue, de időközben bezárt.
Rajong a képregényekért.

## Filmográfia

### Film
| Év   | Magyar cím                      | Eredeti cím                     | Szerep                | Magyar hang      |
| ---- | ------------------------------- | ------------------------------- | --------------------- | ---------------- |
| 2005 | A sziget                        | The Island                      | sérült futballjátékos |                  |
| 2006 |                                 | The Last Supper (rövidfilm)     | Moses                 |                  |
| 2006 | A szerencse foglyai             | Even Money                      | kosárlabda játékos    |                  |
| 2011 |                                 | Madea's Big Happy Family        | Calvin                |                  |
| 2011 | Förtelmes főnökök               | Horrible Bosses                 | Wilkens rendőrtiszt   | Papp Dániel      |
| 2012 | A dilis trió                    | The Three Stooges               | Moe hippi vezetője    |                  |
| 2013 | Összetörve                      | Crush                           | Evans edző            | Kapácsy Miklós   |
| 2014 |                                 | Back in the Day                 | T                     |                  |
| 2015 | Csajbaj                         | Girl Flu                        | Gabriel               |                  |
| 2015 | A valóságshow után              | After the Reality               | Garreth               | Papp Dániel      |
| 2019 | Az – Második fejezet            | It Chapter Two                  | felnőtt Mike Hanlon   | Papp Dániel      |
| 2022 | A hazai csapat                  | Home Team                       | Porcupine edző        | Dévai Balázs     |
| 2022 |                                 | Murder at Yellowstone City      | Cicero                |                  |
| 2023 | Kinyírni a világot              | Boy Kills World                 | Benny                 | Tokaji Csaba     |
| 2025 | Tudom, mit tettél tavaly nyáron | I Know What You Did Last Summer | Andrew                | Debreczeny Csaba |